# Robinsonlisten
Robinsonlisten (markedsføringsbeskyttelse) er en intern liste i Det Centrale Personregister over forbrugere, som har frabedt sig uopfordrede skriftlige og telefoniske henvendelser i markedsføringsøjemed. Lignende ordninger findes i de fleste andre vestlige lande, bl.a. Tyskland og Storbritannien.
Navnet stammer fra karakteren Robinson Crusoe fra Daniel Defoes roman af samme navn, som boede på en øde ø og dermed ikke fik nogen post. Optagelse på Robinsonlisten fritager forbrugeren for markedsføring pr. e-mail, brev, mobiltelefon, fastnettelefon eller fax − men ikke de såkaldte adresseløse forsendelser (tilbudsaviser m.v.). Optagelse på listen sker ved henvendelse til folkeregistret. Før en virksomhed henvender sig til forbrugeren er den forpligtet til at tjekke, om forbrugeren er optaget i Robinsonlisten. Hvis det er tilfældet, må virksomheden ikke kontakte forbrugeren. Overtrædelser kan medføre retssager. Visse virksomheder specialiserer sig i at 'vaske' databaser med navne og adresser − dvs. sortere de forbrugere fra, der er optaget i Robinsonlisten.
Personer med navne- og adressebeskyttelse optræder dog ikke på listen, der opdateres hvert kvartal og stilles til rådighed for virksomhederne af Det Centrale Personregister. Robinsonlisten har kun betydning for markedsføring, og man kan således stadig modtage henvendelser fra foreninger, analyseinstitutter og forskere, ligesom man også kun kan beskytte sig mod uopfordret markedsføring. Folkeregistrene tilbyder dog også en såkaldt forskerbeskyttelse.
Robinsonlisten blev indført i Danmark i 2000 gennem en ændring af Markedsføringsloven og Persondataloven. Registeret bliver administreret af bopælskommunen, hvor tilmelding kan foretages.
Robinsonlisten har ikke noget at gøre med "Reklamer nej-tak", der håndteres af FK Distribution. Reklamer nej-tak handler kun om undtagelse fra almindelige adresseløse trykte reklamer og gratisaviser, hvor Robinsonlisten handler om undtagelse fra direkte markedsføring, altså adresseret specielt til modtageren.

## CPR-læk
Den d. 2. juli 2014 blev listen fejlagtigt udgivet med CPR-numre, hvormed at 900.000 CPR-numre blev lækket. Datalækket opstod som følge af en fejl hos CSC.
I kølvandet på lækagen er det også kommet frem at adgangen til listen, frem til d. 3. juli 2014, var beskyttet med brugernavnet "robinson" og kodeordet "listen".